# Ophryocotyle proteus
Ophryocotyle proteus är en plattmaskart som beskrevs av Ib Friis 1870. Ophryocotyle proteus ingår i släktet Ophryocotyle och familjen Davaineidae. Inga underarter finns listade i Catalogue of Life.